# كونور كروز أوبراين
دونال كونور ديفيد ديرموت دونات كروز أوبراين (3 نوفمبر 1917 - 18 ديسمبر 2008)، الملقب غالبًا بكروز، هو دبلوماسي وسياسي وكاتب ومؤرخ وأكاديمي أيرلندي شغل منصب وزير البريد والبرق من 1973 إلى 1977، كان عضوًا في مجلس الشيوخ عن جامعة دبلن من 1977 إلى 1979، ونائب دييل لدائرة دبلن الشمالية الشرقية من 1969 إلى 1977، وعضو في البرلمان الأوروبي من يناير 1973 إلى مارس 1973.
تغير رأيه في دور بريطانيا في أيرلندا بعد تقسيم الجزيرة واستقلال الدولة الحرة في عام 1921 خلال السبعينيات، ردًا على اندلاع المشكلات. لقد رأى الآن معارضة التقاليد القومية والوحدة على أنها غير موفقة، وتحول من وجهة نظر وطنية إلى وحدوية للسياسة والتاريخ الإيرلنديين، ومن المعارضة إلى دعم التقسيم. كانت نظرة أوبراين راديكالية ونادرًا ما كانت أرثوذكسية. ولخص موقفه بأنه ينوي توجيه صدمة كهربائية إلى النفس الأيرلندية.
على الصعيد الدولي، على الرغم من كونه عضوًا قديمًا في الحركة الأيرلندية المناهضة للفصل العنصري، فقد عارض شخصيًا المقاطعة الأكاديمية التي قام بها المؤتمر الوطني الأفريقي لنظام الفصل العنصري في جنوب إفريقيا. تناقضت الآراء التي تبناها أثناء وبعد السبعينيات مع تلك التي عبر عنها خلال الخمسينيات والستينيات.
خلال مسيرته المهنية 1945-1961 كموظف حكومي، روج كروز أوبراين لحملة الحكومة المناهضة للتقسيم. في الستينيات، ارتبط باليسار الجديد ومعارضة التدخل العسكري الأمريكي في فيتنام. في الانتخابات العامة لعام 1969، انتُخب كنائب عن كحزب العمال لدبلن الشمالية الشرقية. شغل منصب وزير البريد والبرق، وتولى مسؤولية البث بين عامي 1973 و 1977 في حكومة ائتلافية. خلال تلك السنوات كان أيضًا المتحدث باسم حزب العمال في أيرلندا الشمالية. عُرف كروز أوبراين لاحقًا في المقام الأول كمؤلف وكاتب عمود في صحف آيريش إندبندنت مستقل وصنداي إندبندنت.

## النشأة
ولد كونور كروز أوبراين في 44 شارع لينستر، راثماينز، دبلن، لفرانسيس (فرانك) كروز أوبراين وكاثلين شيهي. كان فرانك صحفيًا في جريدة فريمان والصحف الأيرلندية المستقلة، وكان قد حرر مقالًا كتبه ويليام ليكي قبل 50 عامًا بشأن تأثير رجال الدين على السياسة الأيرلندية. كانت كاثلين معلمة للغة الأيرلندية. كانت ابنة ديفيد شيهي، عضو الحزب البرلماني الأيرلندي ومنظم رابطة الأراضي الوطنية الأيرلندية. لديها ثلاث شقيقات، هانا ومارغريت وماري. أعدِم زوج هانا، وهو من دعاة السلام المعروفين ومؤيد حق المرأة في التصويت، فرانسيس شيهي سكيفينغتون، رميًا بالرصاص بأمر من الكابتن جيه سي بوين كولثرست خلال عيد الفصح عام 1916. بعد ذلك بوقت قصير، قُتل زوج ماري، توماس كيتل، وهو ضابط في كتيبة دبلن الملكية في الحرب العالمية الأولى، خلال معركة السوم. كان لتلك النسوة، هانا وكاثلين على وجه الخصوص، تأثير كبير على نشأة كروز أوبراين، إلى جانب ابن هانا، أوين شيهي سكيفينغتون.
توفي والد كروز أوبراين في عام 1927. لقد أراد أن يتعلم كونور، مثل ابن عمه، في مدرسة ساندفورد بارك التي كانت ذات روح بروتستانتية في الغالب، وهي أمنية كرمتها كاثلين. على الرغم من اعتراضات رجال الدين الكاثوليك. التحق كروز أوبراين بعد ذلك بكلية ترينيتي في دبلن، والتي عزفت النشيد الوطني البريطاني حتى عام 1939. وبينما وقف الآخرون، جلس هو وشيهي سكيفينغتون للاحتجاج في مثل هذه المناسبات. عُيّن أوبراين باحثًا في اللغات الحديثة في ترينتي عام 1937 وكان محررًا لمجلة ترينتي الأسبوعية.
كانت زوجته الأولى، كريستين فوستر، من عائلة بلفاستية مشيخية، مثل والدها، عضوًا في الرابطة الغالية. كان والداها، ألكساندر (أليك) رولستون فوستر وآني (آني) ليند، بحسب وصف كروز أوبراين، حكام الوطن؛ موقعًا متقدمًا جدًا لأي بروتستانتي في تلك الفترة. كان أليك فوستر في ذلك الوقت مديرًا لأكاديمية بلفاست الملكية. أصبح لاحقًا عضوًا مؤسسًا لجمعية ولفي تون، وكان مؤيدًا قويًا للحركة الأيرلندية المناهضة للفصل العنصري. كان لاعب رجبي سابقًا في فريق أولستر الإيرلندي وفريق ليونز البريطاني الأيرلندي، وقد قاد أيرلندا ثلاث مرات بين عامي 1912 و 1914. تزوج كروز أوبراين وكريستين فوستر في مكتب التسجيل في عام 1939. وأنجب الزوجان ثلاثة أطفال: دونال، فيديلما، وكاثلين (كيت) التي توفيت عام 1998. وانتهى الزواج بالطلاق بعد 20 عامًا.
في عام 1962، تزوج كروز أوبراين من الكاتبة والشاعرة الأيرلندية ماير مهاك تساوي في كنيسة رومانية كاثوليكية. لم يكن طلاق كروز أوبراين، على الرغم من تعارضه مع تعاليم الروم الكاثوليك، مشكلة لأن تلك الكنيسة لم تعترف بصلاحية زواجه المدني عام 1939. وأشار إلى هذا الإجراء، الذي في الواقع ينزع الاعتراف رسميًا بشرعية زوجته السابقة وأطفالهم، على أنه "منافق... ومكروه بخلاف ذلك، لكنني اعتبرته أفضل من البدائل". كانت ماك آن تساوي تصغره بخمس سنوات، وابنة سين ماكنتي، الذي كان نائب رئيس الوزراء في ذلك الوقت. تبنى الزوجان بعد ذلك طفلين من أبوين أيرلنديين أفريقيين، ابن هو باتريك وابنة هي مارغريت.

## وزارة الشؤون الخارجية
أدى التعليم الجامعي لكروز أوبراين إلى الحصول على وظيفة في الخدمة العامة، وعلى الأخص في وزارة الشؤون الخارجية. حصل على امتياز كمدير عام لوكالة الأنباء الأيرلندية التي تديرها الدولة ولاحقًا كجزء من الوفد الأيرلندي الناشئ لدى الأمم المتحدة. ادعى لاحقًا أنه كان شيئًا من الأيقونات الشاذة في السياسة الأيرلندية بعد عام 1922، لا سيما في سياق حكومات فيانا فالي تحت حكم إيمون دي فاليرا.
كتب كروز أوبراين أن سكرتير القسم آنذاك، جوزيف ب. والش، ربما اعتبر أن كروز أوبراين لم يكن شخصًا لائقًا ليكون عضوًا في وزارة الشؤون الخارجية الكاثوليكية في أيرلندا. وعزا كروز أوبراين تعيينه إلى قرار اتُخذ «على مستوى أعلى. برعاية الله، كان هناك مستوى أعلى واحد فقط. يتألف من إيمون دي فاليرا، ثم وزير الشؤون الخارجية بالإضافة إلى تاويساش». تكهن كروز أوبراين أن كاثوليكية دي فاليرا ربما تكون مشروطة بطرده الكنسي خلال الحرب الأهلية في 1922-1923، وأنه ربما شعر أن والش كان قريبًا جدًا من الحكومة السابقة، وأنه ربما كان على دراية بالحرمان الكنسي وأوراق اعتماد قومية لعائلة شيهي، ولا سيما عم كروز أوبراين الأكبر، الأب يوجين شيهي، الذي كان كاهن أبرشية بروي خلال سنوات تكوين دي فاليرا. كتب دي فاليرا في وقت لاحق عن الأب شيهي: «هو الذي علمني حب الوطن».
كتب كروز أوبراين عن انضمامه إلى الخدمة العامة: «كانت المرة الأولى التي انضممت فيها إلى وزارة المالية، منذ مشاركتي الأولى، التي وجدت فيها نفسي في بيئة عمل كانت في الأساس -في الواقع تقريبًا- كاثوليكية». كما اعترف، فإن عدم إيمانه لم يعرقل مسيرته المهنية التي انتهت على مستوى السفراء.